# Promozione (pallacanestro femminile)
La Promozione è il quinto ed ultimo livello del campionato italiano di pallacanestro femminile in Italia.

Le squadre promosse vengono ammesse alla Serie C. Non esistono le retrocessioni.

## Storia
Il campionato nacque come Prima Divisione nel 1935; era la seconda serie dopo la Divisione Nazionale fino al 1939-1940, quando è nata la Serie B. Se ne disputarono undici stagioni prima del cambio di denominazione in Promozione, la cui prima edizione è del 1948-1949. Con la nascita della Serie C nel 1951-1952, è stato declassato a quarto livello. Nel 1956-1957, in Sicilia, il campionato dava accesso direttamente agli spareggi per la Serie A.
Fino alla stagione 2006-2007, esisteva in Lombardia e in Sicilia. In passato, si è disputato anche in Sardegna ed Emilia-Romagna (nei primi anni cinquanta era il terzo livello, al di sotto della Serie B.
Nel 2007-2008 era organizzato dal solo comitato regionale lombardo della Federazione Italiana Pallacanestro, in due gironi da dieci squadre ciascuno.
Nella stagione 2014-2015 questo campionato viene organizzato in 6 comitati regionali: Lombardia, Molise, Piemonte, Puglia, Sardegna e Veneto.

## Albo d'oro
| Stagione        | Squadra campione         | Note |
| Prima Divisione |                          |      |
| 1935            | G.F. Pavia               | -    |
| 1935-36         | Audax Venezia            | -    |
| 1936-37         | Giordana Genova          | -    |
| 1937-38         | Pubblico Impiego Trieste | -    |
| 1938-39         | La Palmaria Lavagna      | -    |
| 1939-40         | Falk Sesto San Giovanni  | -    |
| 1940-41         | G.I.L. Bergamo           | -    |
| 1941-42         | Modiano Trieste          | -    |
| 1942-43         | Modiano Trieste          | -    |
| 1946-47         | Comense                  | -    |
| 1947-48         | Internazionale Trieste   | -    |
| Promozione      |                          |      |
| 1948-49         | Ginnastica Triestina     | -    |
| 1949-50         | C.A. Faenza              | -    |
| 1950-51         | Piedimonte Bologna       | -    |

## Composizione 2008-2009
Le squadre aventi diritto di partecipazione al Campionato di Promozione sono divise in due gironi, entrambi Lombardi:
GIRONE A: Or.Ma. Malnate, B.C. Arlunese, Gabbro Basket, Pro Patria Busto, Carroccio Legnano, Ccsa Arese, Pall. Cesano Boscone, Basket 2000 Ponte Tresa, Pirelli RE Corbetta, Ardor Bollate.
GIRONE B: San Gabriele Basket, San Carlo Nova Milanese, Basket Robbiano, Apl Lissone, Bk Team Femm. Cantù, Basket Open Varese, U.S. Vertematese, Casati Arcore.

## Composizione 2009-2010
Le squadre sono divise in quattro gironi, tutti in Lombardia:
GIRONE A: Team 75 Lograto, UISP Manerbio, A.S.D. Club Basket Canneto, Adda Basket, A.S.S.I. Dil. Basket 99, U.S. Fionda Bagnolo, Basket 2000 San Giorgio A.D., ASD Ghost Basket.
GIRONE B: U.S. Basket Como Dil., Basket Club Arlunese, Basket Femm. Gallarate A. Dil., A.S.D. BK Cosiovalt Bassavalle, Centro Basket Pescate, OR.MA. Basket Malnate, A.DIL. BK Team Femm.92 Cantù, Basket 2000 Ponte Tresa, A.D. Scuola Basket Diablo.
GIRONE C: Pall. Melegnano A.S. Dil., Virtus Basket Binasco A.D., A.S.D. Pall. Cesano Boscone, A.DIL. Gamma Basket, ASDBT Congregatio Altae Turris, A.D. Pol. Tumminelli Romana, A.S.D. C.M .Basket 84, A.S. Ghost Basket, A.S.D. Basket Vignate, A.S.D. RT Waves Basket.
GIRONE D: A.S.D. Usmate, O S D S, A.D. Gabbro Basket, G.S. ARS, A.S.DIL. Basket Open, C.C.S.A. A.S.D., GIO...ISSA, A.S.D. San Gabriele Basket, Basket Bettola, A.D. G.S. San Carlo Nova M.se.